# Stealthing
Stealthing of condoombedrog is een handeling waarbij een persoon stiekem een condoom afdoet tijdens seksuele penetratie, of beschadigt voorafgaand aan seksuele penetratie, terwijl zijn sekspartner alleen instemming heeft gegeven om met condoom beschermde seks te hebben. Omdat de ander hiermee blootgesteld wordt aan eventuele soa's (zoals hiv/aids) of ongewenste zwangerschappen, kan dergelijk gedrag worden gezien als  seksueel geweld of verkrachting en soms ook als een vorm van reproductieve dwang. In sommige landen zoals Duitsland en het Verenigd Koninkrijk is stealthing anno 2020 strafbaar als seksueel geweld.
Brianna Chesser en April Zahra (2019) schreven in Current Issues in Criminal Justice: 'Hoewel de meerderheid van verhalen van klagers aangeeft dat deze misdaad wordt gepleegd door mannen, is het ook mogelijk dat een vrouw haar partner 'stealtht' en het condoom verwijdert zonder de instemming van haar partner. Hieruit volgt dat mannen en vrouwen allebei zowel slachtoffers als daders van stealthing kunnen zijn.'

## Geschiedenis en praktijk
In 2014 schreef onderzoeker Alexandra Brodsky een artikel over stealthing in de Columbia Journal of Gender and Law, waarin ze schreef over de ervaringen van slachtoffers, de juridische implicaties en de juridische wegen om stealthing aan te pakken. De term stealthing om deze handeling te beschrijven is in de homogemeenschap op zijn minst sinds 2014 in gebruik.
Brodsky beschreef hoe de praktijk van stealthing wordt besproken, beschreven en aangemoedigd op verschillende websites en internetfora. Deze fora worden soms gebruikt om op te scheppen over het plegen van stealthing en om tips te delen hoe het te doen.  Handleidingen zijn gepubliceerd op socialemediaplatforms zoals The Experience Project. De praktijk is ook omschreven als "een bedreiging voor de lichamelijke autonomie [van een slachtoffer] en als schade aan de waardigheid" en dat mannen die dit doen "hun daden goedpraten als een natuurlijk mannelijk instinct". Professor Suzanne Goldberg van de Columbia Law School zei in 2017 dat stealthing waarschijnlijk geen nieuw verschijnsel is, maar dat mannen elkaar op het internet ertoe aanmoedigen zou wel nieuw zijn. Vlaams journalist Heleen Debruyne benadrukte in 2017 dat de media het geen 'nieuwe sekstrend' zouden moeten noemen alsof het een onschuldig soort mode is, maar duidelijk zeggen dat het een 'vorm van misbruik' is.
Uit onderzoek van Teitelman et al. (2011) bleek dat overleg over condoomgebruik in volwassen relaties vaak wordt stilgelegd door mannelijke sekspartners, ten dele omdat de vrouwelijke partner bang is hoe haar mannelijke partner zal reageren, een plichtgevoel heeft of een gebrek aan kennis of vaardigheden heeft om over condoomgebruik te onderhandelen. Om dit te voorkomen is het belangrijk dat mannelijke partners bereikt worden met informatie die uitlegt waarom condooms ook voor hen belangrijk zijn. Manieren om aan dit soort informatievoorziening te doen zijn bijvoorbeeld door onder gemeenschappen discussies aan te snijden en voeren over gezonde en ongezonde relatiepraktijken en preventieprogramma's voor hiv/aids en andere soa's. Scholen kunnen een veilige plek bieden voor preventieprogramma's, maar adolescenten die hoge risico's lopen en niet op school zitten moeten op andere manieren worden bereikt, zoals in gemeenschapscentra of detentiecentra.
Een artikel in The Week uit 2013 merkte op: 'Zowel mannen als vrouwen kunnen daders zijn van voorbehoedmiddelsabotage. Vrouwen zijn vaak zelfs gestereotypeerd alsof ze expres zwanger proberen te raken tegen de wil van hun partner in als een manier om een man in de "val" te lokken. Maar de kwesties reproductieve dwang en voorbehoedmiddelsabotage hebben onlangs meer aandacht gekregen vanwege een Canadese rechtszaak [R v. Hutchinson], waarbij een man gaatjes in een pak condooms had geprikt zodat zijn vriendin zwanger zou worden en bij hem blijven.'
Statistieken over hoe vaak stealthing voorkomt zijn beperkt. Uit een studie van Kelly Cue Davis et al. (2014) bleek dat 9.0% van de deelnemers in hun onderzoeksgroep van jonge mannen wel eens condooms heeft gesaboteerd, waaronder het zonder instemming afdoen van het condoom. De National Sexual Assault Hotline, een telefoondienst van het Amerikaanse Rape, Abuse & Incest National Network (RAINN), meldde in 2017 dat zij telefoongesprekken hebben gehad die over stealthing gingen. Een studie van Bradshaw et al. (2018) vroeg patiënten (vrouwen en mannen die seks hebben met mannen (MSM)) in een seksuele gezondheidskliniek te Melbourne of zij stealthing hadden meegemaakt en analyseerde welke situationele factoren daarbij een rol speelden. 32% van de vrouwen en 19% van de MSM meldde dat zij ooit wel eens stealthing hadden meegemaakt. Vrouwen die stealthing hadden ervaren waren vaker op dat moment sekswerkers, terwijl MSM die gestealthd waren vaker angst en depressies meldden. De deelnemers die nog nooit stealthing hadden ervaren zeiden drie keer zo vaak dat ze het als een vorm van seksueel geweld beschouwden dan zowel de vrouwelijke als mannelijke deelnemers die zelf wel eens gestealthd waren. Twee andere studies werden in 2019 gepubliceerd met Amerikaanse cijfers. De ene studie vond dat bijna 10% van jonge mannen die geen probleemdrinkers zijn sinds hun 14e jaar wel eens zonder instemming hun condoom hebben afgedaan. Mannen die dit gedrag vertoonden meldden dat zij vaker soa's hadden opgelopen en dat hun partners vaker ongepland zwanger waren geraakt dan mannen die niet aan stealthing hadden gedaan. De andere studie keek naar jongvolwassen vrouwen, waarvan 12% meldde dat zij wel eens gestealthd waren door een mannelijke partner, terwijl geen van de deelnemers zelf ooit zonder instemming een condoom had verwijderd.

## Wetgeving

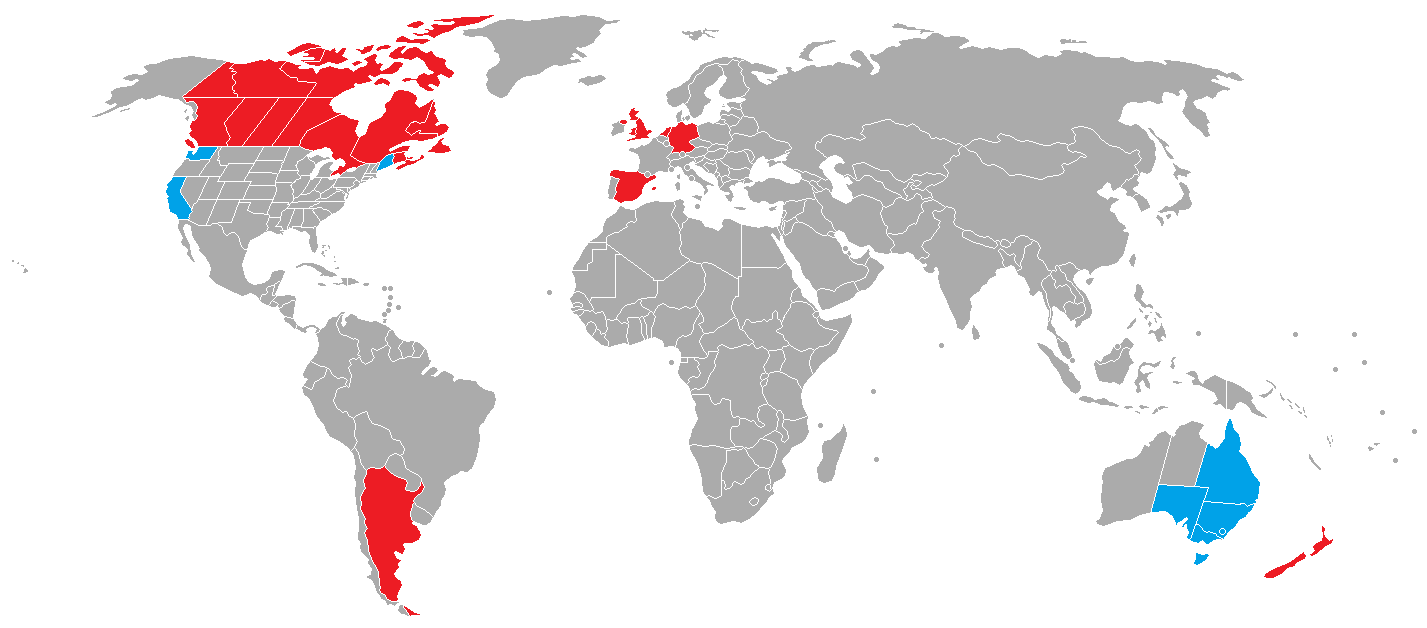
Rechterlijke uitspraak dat stealthing verkrachting is
Expliciete wet die stealthing verbiedt

In haar onderzoek naar stealthing merkte Brodsky op dat Zwitserse en Canadese rechtbanken al eens veroordelingen hebben uitgesproken in zaken waarin condooms waren gescheurd of verwijderd door mannen zonder dat hun partners daarvan wisten. Brodsky omschreef stealthing juridisch gezien als rape-adjacent ("grenzend aan verkrachting") en gelijkaardig aan verkrachting.
- Australië: In mei 2017 was er een Australische rechtszaak over stealthing gaande.[20] De voorzitter van de Law Society of New South Wales heeft stealthing omschreven als seksueel geweld omdat de voorwaarden waaronder met seks is ingestemd worden veranderd.[21][4]
  - Australian Capital Territory: In oktober 2021 criminaliseerde het Australian Capital Territory stealthing door de consentbepalingen in de Crimes Act zodanig te wijzigen dat het consent van persoon A ongeldig wordt als persoon B expres een verkeerde voorstelling van zaken heeft gegeven over condoomgebruik.[22] Dit was het resultaat van een wetsvoorstel van parlementslid Elizabeth Lee uit april 2020.[23][24]
- Canada: Een uitspraak van het Hooggerechtshof van Canada uit 2014 bevestigde een veroordeling van een man die was veroordeeld omdat hij gaatjes in zijn condoom had geprikt.[11]
- Duitsland: In 2018 werd er voor het eerst in Duitsland een man veroordeeld omdat hij schuldig was bevonden aan seksueel geweld vanwege stealthing.[25] In een Duitse rechtszaak in 2022 werd een vrouw veroordeeld tot zes maanden voorwaardelijke gevangenisstraf voor seksueel misbruik nadat ze gaatjes prikte in condooms en die gebruikte om zo zonder zijn medeweten of instemming zwanger te worden van een man die geen interesse had in een vaste, serieuze relatie. Toen ze dacht zwanger te zijn geworden (wat later onjuist bleek te zijn), dit aan de man vertelde en daarbij toegaf de condooms te hebben gesaboteerd, deed hij aangifte tegen haar en de rechtbank in Bielefeld stelde hem in het gelijk.[26]
- Nieuw-Zeeland: In april 2021 werd in Nieuw-Zeeland een man veroordeeld voor verkrachting omdat hij in 2018 stealthing uitvoerde tijdens een consensuele handeling met een sekswerker. De man werd veroordeeld tot drie jaar en negen maanden celstraf.[27]
- Verenigd Koninkrijk: In de Britse wet, namelijk Artikel 74 van de Sexual Offences Act 2003, staat dat als er instemming wordt gegeven voor een specifieke seksuele handeling, maar niet wat voor seksuele handeling dan ook zonder uitzonderingen, dan is dat voorwaardelijke instemming. Als persoon A alleen instemt om seksuele penetratie te hebben met persoon B als B een condoom gebruikt, dan is het dus strafbaar als B tijdens de seks dat condoom verwijdert zonder instemming van A.[28][29]
- Verenigde Staten: Bestaande wetten in de Verenigde Staten (met uitzondering van Californië sinds 2021) zeggen niets specifieks over stealthing en er waren anno 2017 ook geen rechtszaken over bekend.[2][6]
  -  Californië: Californisch parlementslid Cristina Garcia diende in februari 2021 een wetsvoorstel in dat het strafbaar zou maken om tijdens de seks 'contact te veroorzaken tussen een penis, waar het condoom van is verwijderd, en het intieme [lichaams]deel van een ander die er niet verbaal mee heeft ingestemd om het condoom te verwijderen'. Zo'n handeling zou dan strafbaar zijn als 'sexual battery'. In 2017 en 2018 had Garcia al vergelijkbare wetsvoorstellen gedaan om stealthing op te nemen in het Californisch strafwetboek, maar die werden niet behandeld of door een comité afgewezen, dus Garcia bekeek of het in plaats daarvan aan het burgerlijk wetboek van de staat kon worden toegevoegd. Als het voorstel het zou halen, dan zou dit het eerste stealthingverbod in een Amerikaanse staat zijn.[30] In oktober 2021 ondertekende gouverneur Gavin Newsom een wet die stealthing verbood als onrechtmatige daad, wat betekent dat het niet wordt gezien als een misdaad, maar wel als een handeling waarbij de eiser de gedaagde kan aanklagen voor schade.[31][32]
- Zwitserland: In 2017 veroordeelde een Zwitserse rechtbank in Lausanne (kanton Vaud) een man voor verkrachting vanwege het verwijderen van een condoom tijdens de seks, tegen de verwachtingen in van de vrouw waarmee hij seks had.[33][34] Maar in een andere rechtszaak in 2019 oordeelde het kantonnale hooggerechtshof van Zürich anders: volgens de bestaande wetgeving was dergelijk gedrag niet strafbaar, zei het hof, hoewel het hof de wet graag anders had gezien en betreurde dat het deze uitspraak moest doen.[35]
- België: Sinds de hervorming van het seksueel strafrecht in 2022 is in het Belgisch Strafwetboek bepaald dat de toestemming op elk ogenblik voor of tijdens de seksuele handeling kan worden ingetrokken. Wie een condoom uitdoet en tegen de wil van zijn partner verder gaat met penetratieseks, begaat verkrachting.

## Impact en risico's
Het verwijderen of beschadigen van een condoom tijdens de seks verhoogt het risico op ongewenste zwangerschappen en het oplopen van seksueel overdraagbare aandoeningen (soa's).  Slachtoffers kunnen zich verraden voelen en veel slachtoffers zien het als een "ernstige schending van hun waardigheid en autonomie". Velen kunnen ook emotionele en psychologische stress ervaren, vooral diegenen die in het verleden ook al eens seksueel geweld hebben meegemaakt.

## In populaire cultuur
De term "rape adjacent" ("grenzend aan verkrachting") komt voor in Michaela Coels televisieminiserie I May Destroy You (2020), waarin in een scène het zonder instemming verwijderen van een condoom wordt vertoond. In aflevering 5 beschrijft Arabella (gespeeld door Coel) in het openbaar hoe Zain (gespeeld door Karan Gill) tijdens de seks een condoom afdeed zonder haar instemming of medeweten en beweerde dat hij volgens de Britse wet een verkrachter was: "Niet grenzend aan verkrachting of een beetje verkracht-achtig; volgens de Britse wet is hij een verkrachter." Ze maakte vervolgens onderscheid tussen de Britse wet enerzijds en de Amerikaanse en Australische wet anderzijds: "Als je in de [Verenigde] Staten bent is hij 'grenzend aan verkrachting' en als je in Australië bent is hij een beetje verkracht-achtig."